# Système de coordonnées équatoriales

Schéma des coordonnées équatoriales. La Terre est au centre. Le prolongement de son équateur sur la sphère céleste donne l'équateur céleste (cercle bleu). De même pour ses pôles nord et sud. L'écliptique (cercle jaune) est le plan de l'orbite de la Terre autour du Soleil. Le cercle horaire, ou méridien de l'étoile considérée, est le grand cercle passant par les pôles et l'étoile elle-même. L'intersection de l'écliptique avec l'équateur céleste définit deux points. Celui pointant dans la constellation des Poissons s'appelle le point vernal. À partir de ce point, on établit l'ascension droite sur l'équateur céleste (ligne rouge horizontale).
La déclinaison est déterminée à partir de la position de l'objet sur le méridien (ligne rouge verticale).

Le système de coordonnées équatoriales est un système de coordonnées célestes dont les valeurs sont indépendantes de la position de l'observateur. Ce système utilise un plan de référence et une direction de référence.
Le plan de référence est la projection, sur la sphère céleste, de l'équateur de la Terre. Cette projection est l'équateur céleste qui divise le ciel en deux hémisphères ayant pour pôles la projection des pôles terrestres.
La direction de référence est le point vernal : la direction du soleil lorsqu'il passe par la déclinaison nulle, dans le sens des déclinaisons croissantes, ce qui correspond à l'équinoxe de printemps dans l'hémisphère nord.
À partir de ces références, le système permet d'établir deux coordonnées angulaires : l'ascension droite et la déclinaison,.
- L'ascension droite ({\displaystyle \alpha \,}) est l'angle mesuré sur l'équateur céleste à partir du point de référence. À partir de ce point, l'angle est mesuré vers l'est et comporte 24 divisions horaires. Chacune de ces heures mesure donc 15° et se divise en minutes et en secondes horaires.
- La déclinaison ({\displaystyle \delta \,}) est l'angle mesuré sur le cercle horaire de l'astre considéré, entre l'équateur céleste et l'objet céleste observé. Elle se mesure en degrés, positifs pour les objets situés dans l'hémisphère nord et négatifs pour ceux de l'hémisphère sud. La déclinaison varie ainsi de -90° (pôle sud) à +90° (pôle nord) en passant par 0° à l'équateur céleste[1].

L'ascension droite et la déclinaison sont les équivalents en astronomie équatoriale de la longitude et de la latitude terrestres.
Dans les messages d'alerte émis par les professionnels, l'ascension droite est parfois exprimée en degrés. Il s'agit bien d'une coordonnée équatoriale d'ascension droite (α ou A.D.), avec 1 heure d'ascension droite qui équivaut à 15 degrés. Par exemple, une ascension droite de 77.5° correspond à 5h 10m.

## Époques

La rotation (en vert), la précession (en bleu) et la nutation en oblique (en rouge) de la Terre.

La précession des équinoxes  et la nutation engendrent continuellement des variations des références du système de coordonnées équatoriales. Elles font varier le plan de référence et le point de référence selon des cycles très longs, comptés en millénaires. Ces variations sont infimes à l'échelle de quelques années et l'on peut décider d'adopter une valeur commune (entre tous les astronomes du monde). L'adoption de cette valeur commune est appelé une époque. Ainsi, les coordonnées équatoriales d'un objet seront déterminées en fonction d'une époque donnée. De nos jours, l'époque standard est J2000.0. Comme la définition d'une époque introduit des erreurs, d'autres époques sont définies selon la précision recherchée.

## Exemples
Par exemple, α Ursae Minoris, qui est située presque dans l'axe de rotation de la Terre (on l'appelle pour cela l'étoile polaire) a une ascension droite de 2h 31m et une déclinaison de 89° 15′. Bételgeuse, la géante rouge de l'épaule gauche d'Orion est située à 5h 55m d'ascension droite et 7° 24′ de déclinaison. La ceinture d'Orion est située très près de l'équateur céleste, qui coupe la constellation en deux.